# Aloeides susanae
Aloeides susanae är en fjärilsart som beskrevs av Tite och Dickson 1973. Aloeides susanae ingår i släktet Aloeides och familjen juvelvingar. Inga underarter finns listade i Catalogue of Life.